# Kronika gorącego lata
Kronika gorącego lata (cz. Kronika žhavého léta) – czechosłowacki dramat obyczajowy z 1973 roku w reżyserii i według scenariusza Jiřiego Sequensa. Adaptacja powieści Václava Řezáča „Bitwa”.

## Obsada
- Petr Haničinec jako Jiří Bagár
- Renáta Doleželová jako Zdena Bagárova
- Miloš Willig jako sekretarz Galčík
- Vilém Besser jako porucznik Kalenda
- Slávka Budínová jako Rosmusová
- Martin Růžek jako Rosmus
- Alena Vránová jako Alena Zimová
- Rudolf Jelínek jako Viktor Püchler, kapitan RAF
- Josef Vinklář jako Tymeš
- Josef Bláha jako Janouch starszy
- Vladimír Stach jako Janouch młodszy
- Wilhelm Koch-Hooge jako Palme
- Jaroslava Obermaierová jako Mariechen, córka Palmego
- Bohuš Záhorský jako dr Zima
- Otto Lackovič jako Antoš
- Míla Myslíková jako Antošova
- Ilja Racek jako dr Markov, lekarz rejonowy
- Ilja Prachař jako Vincenc Postava
- Oto Ševčík jako Fritz Klaus
- Květa Fialová jako Erna
- Václav Lohniský jako księgowy Buzek
- Ladislav Trojan jako Klínek
- Josef Chvalina jako Kroulík
- Petr Oliva jako Jan Korynta
- Bohuslav Čáp jako urzędnik Ministerstwa Sprawiedliwości
- Zdeněk Řehoř jako urzędnik Ministerstwa Sprawiedliwości
- Vlastimil Hašek jako Pulda
- Ferdinand Krůta jako portier
- Ladislav Křiváček jako hotelarz Rejsek
- Miriam Kantorková jako kelnerka
- Pavla Maršálková jako teściowa Antoša
- Carmen Mayerová jako sekretarka w Ministerstwie Rolnictwa
- Josefa Pechlátová jako matka Galčíka
- Václav Kaňkovský jako kierownik budowy
- Bohumil Švarc jako lekarz naczelny szpitala
- Hana Talpová jako Jana
- Kateřina Burianová jako członek komisji
- Ivan Mládek jako muzyk
- Karel Engel jako łobuz
- Petr Jákl jako łobuz
- Zdeněk Srstka jako łobuz
- Jaroslav Tomsa jako łobuz
- Stanislav Tůma jako łobuz

## Produkcja
Zdjęcia kręcono w Czechach w następujących lokacjach:
- Praga (zamek w dzielnicy Krč);
- kraj liberecki (Dolna Smržovka);
- kraj środkowoczeski (Vysoký Chlumec);
- kraj ustecki (Kadaň, Měděnec, Mýtinec, Horní Halže)[3].